# Счастливое (Згуровская община)
Счастливое (укр. Щасливе, до 2016 г. — Ленино) — село, входит в Згуровскую поселковую общину Броварского района Киевской области Украины. До 2020 года входило в состав Згуровского района.
Население по переписи 2001 года составляло 357 человек. Почтовый индекс — 07605. Телефонный код — 4570. Занимает площадь 1,197 км². Код КОАТУУ — 3221955101.

## История
Село основано в 1924 году. Названо в честь Владимира Ленина.
Село Счастливое есть на карте 1935 - 41 годов.
В 2016 году  Верховная Рада Украины переименовала село Ленино на Счастливое в ходе декомунизации.
С 1986 по 2020 было в составе Згуровского района, но после Постановления Верховной Ради Украины "Об образовании и ликвидации районов" от 17 июля 2020 года № 807-IX  входит в состав  Броварского района .
С 2020 входит в состав Згуровской поселковой общины.

## География
Средняя высота над уровнем моря составляет 132 метра.
На северо-востоке села берет начало река Гнилая Оржица. К юго-западу от села располагается Галаганово урочище. На территории Счастливого есть два пруда, которые находятся недалеко от Гнилой Оржицы. Протяженность границ: с севера на юг – 1 км 567, с запада на восток – 1 км 235 м.

## Галерея
- Автобусная остановка в селе, июль 2022
- Вид на село с юго-запада, февраль 2023
- Один из прудов в селе
- Игровая площадка в центре села Счастливое
- Дорога, ведущая к центру Счастливого, июль 2022

## Местный совет
07600, Київська область, Броварський р-н, смт. Згурівка, вул. Українська, 10 (укр.)